# Romario Kortzorg
Romario Kortzorg (Rotterdam, 25 augustus 1989) is een Nederlands voetballer van Surinaamse komaf die als aanvaller speelt.

## Loopbaan
Hij speelde in de jeugd van RVVH, SBV Excelsior en RKC Waalwijk. Kortzorg speelde bij de amateurs van RVVH en tekende in januari 2012 bij Dijkse Boys. Een maand later werd hij door AGOVV Apeldoorn aangetrokken maar pas vanaf het seizoen 2012/13 was hij speelgerechtigd omdat hij gedurende het seizoen al voor twee clubs uitkwam. In de wedstrijd tegen FC Emmen scoorde hij drie doelpunten. Na het faillissement van AGOVV in januari 2013 stapte hij over naar FC Dordrecht. In het seizoen 2013/14 komt hij uit voor Botev Plovdiv in Bulgarije. Hij scoorde zes doelpunten uit de eerste twaalf wedstrijden.
Vanaf juli 2014 speelt Romario Kortzorg bij FC Erzgebirge Aue dat uitkwam in de 2. Bundesliga. Op 5 april 2015 maakt hij het winnende doelpunt uit bij 1860 München. In juni 2015 werd Kortzorg gecontracteerd door FCM Târgu Mureș, de nummer twee van Roemenië in het voorgaande seizoen. Daarmee won hij op 8 juli 2015 de Roemeense supercup door regerend kampioen Steaua Boekarest met 1-0 te verslaan. Eind januari 2016 werd zijn contract ontbonden. Op 8 februari 2016 verbond hij zich aan Dinamo Boekarest. Zijn contract werd daar niet verlengd en in september 2016 sloot Kortzorg aan bij Astra Giurgiu. In juni 2017 ging Kortzorg naar CS Concordia Chiajna.
Begin 2018 ging Kortzorg in Vietnam voor Bình Dương FC spelen. Enkele maanden later ging hij naar Nam Định FC waar zijn contract eind 2018 afliep. Medio 2021 ging hij voor de nieuwe Nederlandse amateurclub FC Skillz spelen.

## Clubstatistieken
| Seizoen | Club                 | Competitie     | Duels | Goals |
| ------- | -------------------- | -------------- | ----- | ----- |
| 2012/13 | AGOVV Apeldoorn      | Eerste divisie | 14    | 4     |
|         | FC Dordrecht         | Eerste divisie | 4     | 0     |
| 2013/14 | Botev Plovdiv        | A Grupa        | 33    | 9     |
| 2014/15 | FC Erzgebirge Aue    | 2. Bundesliga  | 28    | 4     |
| 2015/16 | FCM Târgu Mureș      | Liga 1         | 14    | 1     |
|         | Dinamo Boekarest     | Liga 1         | 9     | 1     |
| 2016/17 | Astra Giurgiu        | Liga 1         | 9     | 0     |
| 2017/18 | CS Concordia Chiajna | Liga 1         | 9     | 0     |
| 2018    | Bình Dương FC        | V.League 1     | 12    | 3     |
|         | Nam Định FC          | V.League 1     | 2     | 0     |

*Bijgewerkt tot en met 4 augustus 2018